# ×〜ダメ〜/Crazy Rainbow
「×〜ダメ〜/Crazy Rainbow」（ダメ/クレイジー レインボー）は、タッキー&翼の8枚目のシングル。

## 概要
- 「×～ダメ～」はTBS系「ズバリ言うわよ!」エンディングテーマ。

- 「Crazy Rainbow」はフジテレビ系アニメ『ONE PIECE』の8代目主題歌。
  - 千葉ロッテマリーンズに2017年入団したジミー・パラデス内野手の応援歌として替え歌が使用されている。

- 2曲のPVは1つのストーリーになっており、「Crazy Rainbow」のPVが昼の顔、「×〜ダメ〜」のPVが夜の顔（ダメダメなホスト）となっている。共に須永秀明が監督。

- 通算5作目のオリコンシングルチャート1位を獲得。

## 収録曲

### 通常盤
1. ×〜ダメ〜
作詞：min-hwa、作曲：鈴木盛広、編曲：前嶋康明
2. Crazy Rainbow
作詞：TAKESHI・森元康介、作曲：森元康介、編曲：CHOKKAKU
3. 運命（さだめ）
作詞・作曲：多胡邦夫、編曲：家原正樹
滝沢秀明ソロ曲。
4. EDGE
作詞・作曲：Patric Sarin Andreas Mattsson、日本語詞：鳥海雄介、編曲：川端良征
今井翼ソロ曲。自身のソロコンサートにて初披露された。
5. ×〜ダメ〜（TACKEY PART VERSION）
滝沢のパートのみを収録。
6. ×〜ダメ〜（TSUBASA PART VERSION）
今井のパートのみを収録。
7. Crazy Rainbow（TACKEY PART VERSION）
滝沢のパートのみを収録。
8. Crazy Rainbow（TSUBASA PART VERSION）
今井のパートのみを収録。

### 初回限定盤
CD
1. ×〜ダメ〜
2. Crazy Rainbow
3. 運命（さだめ）
4. EDGE
5. ×〜ダメ〜karaoke〜

DVD
1. 「×〜ダメ〜」&「Crazy Rainbow」MUSIC CLIP SPECIAL EDITION
2曲のPVを編集して組み合わせたもの。
2. 「×〜ダメ〜」振付け講座
6thシングル「Venus」、7thシングル「Ho! サマー」に続き定番となっている、本人たちによる振付け指導。
3. 「×〜ダメ〜」振付けビデオ（TACKEY ANGLE）
4. 「×〜ダメ〜」振付けビデオ（TSUBASA ANGLE）

### ワンピースコラボレーションVer.
CD
1. Crazy Rainbow
2. ×〜ダメ〜
3. 運命（さだめ）
4. EDGE
5. Crazy Rainbow 〜karaoke〜

DVD
1. Crazy Rainbow 〜ONE PIECE × TACKEY&TSUBASA ORIGINAL ANIMATION MUSIC CLIP〜
2. Crazy Rainbow 〜ONE PIECE ノンテロップオープニング〜

## 映像作品
×〜ダメ〜
- Tackey & Tsubasa Premium Live DVD -5th Anniversary Special Package-
- CONCERT TOUR 2010 滝翼祭
- LIVE TOUR 2011 OUR FUTURE
- タキツバCLIPS Two（PV映像）

Crazy Rainbow
- Tackey & Tsubasa Premium Live DVD -5th Anniversary Special Package-
- CONCERT TOUR 2010 滝翼祭
- LIVE TOUR 2011 OUR FUTURE
- タキツバCLIPS Two（PV映像）
- Youは何しに？タッキー＆翼CONCERT そこにタキツバが私を待っている 正月は東京・大阪へ

運命（さだめ）
- Tackey & Tsubasa Premium Live DVD -5th Anniversary Special Package-

EDGE
- Tsubasa Imai 1st tour 23 to 24
- Tackey & Tsubasa Premium Live DVD -5th Anniversary Special Package-
- ☆Dance and Rock★ TSUBASA IMAI Tour'09
- TSUBASA IMAI LHTOUR 2011 Dance&Rock Third Floor〜DiVelN to SExaLiVe

| テレビアニメ『ONE PIECE』オープニングテーマ 2006年11月5日 - 2007年9月23日 |                               |                         |
| 前作: 7人の麦わら海賊団 『ウィーアー! 〜7人の麦わら海賊団篇〜』           | タッキー&翼 『Crazy Rainbow』 | 次作: 5050 『Jungle P』 |